# Самсонов, Олег Иванович
Оле́г Ива́нович Самсо́нов (7 сентября 1987, Нововоронеж) — российский футболист, полузащитник.

## Биография
Начал заниматься футболом в ФК «Атом». Его первым тренером был Геннадий Куприн. В 12 лет получил приглашение в школу воронежского «Факела». В 2001 году принят в московскую школу «Академика». В 2004—2005 годах выступал во втором дивизионе первенства России (зона «Запад») за «Спортакадемклуб». С 2003 по 2006 год — игрок и капитан юношеской сборной России 1987 г.р. В 2006 году подписал контракт с петербургским «Зенитом», за который играл только в дубле. В январе 2007 года отдан в аренду в «Спартак-Нальчик», где провёл два последующих сезона. В сезоне 2009 года выступал на правах аренды за подмосковные «Химки» и за «Спартак-Нальчик». В сезоне 2010 года перешёл в самарские «Крылья Советов», подписав контракт на 3 года.
28 июня 2011 года его трансфер был выкуплен «Краснодаром», контракт был рассчитан на три года. В 2012 году «Краснодар» предлагал Самсонову вернуться в «Крылья Советов» при условии сокращения зарплаты почти в 6 раз, но игрок отказался, за основную команду более не играл и выступал только за «Краснодар-2» до истечения контракта.
2 сентября 2014 года Самсонов стал игроком «Тюмени», летом 2015 года перешёл в «Факел».
Выступал за молодёжную сборную России.
В феврале 2016 объявил о завершении профессиональной карьеры в возрасте 28 лет.
Ещё параллельно с футболом стал заниматься бизнесом. Является генеральным директором компании «Алгоритм Девелопмент», которая занимается строительством загородных объектов премиум-сегмента в Ленинградской области. Владелец совместно с партнёром по бизнесу Виктором Файзулиным любительского футбольного клуба «Алгоритм» Санкт-Петербург, начальник команды, в 2019 году участвовавшей в первой лиге первенства Санкт-Петербурга (заняла 1-е место), но приостановившей свою деятельность вследствие заявляемого в данный период времени приоритета декларируемых решений по намечаемой реализации масштабных проектов в области спортивно-организационной инфраструктуры (многофункциональный спортивный комплекс, академия, база).

## Статистика
| Клуб             | Сезон            | Лига | Лига | Кубки | Кубки | Еврокубки | Еврокубки | Итого | Итого |
| Клуб             | Сезон            | Игры | Голы | Игры  | Голы  | Игры      | Голы      | Игры  | Голы  |
| ---------------- | ---------------- | ---- | ---- | ----- | ----- | --------- | --------- | ----- | ----- |
| Зенит            | 2006             | 0    | 0    | 0     | 0     | 0         | 0         | 0     | 0     |
| Зенит            | Итого            | 0    | 0    | 0     | 0     | 0         | 0         | 0     | 0     |
| Спартак-Нальчик  | 2007             | 23   | 1    | 0     | 0     | 0         | 0         | 23    | 1     |
| Спартак-Нальчик  | 2008             | 25   | 2    | 0     | 0     | 0         | 0         | 25    | 2     |
| Спартак-Нальчик  | Итого            | 48   | 3    | 0     | 0     | 0         | 0         | 48    | 3     |
| Химки            | 2009             | 10   | 0    | 1     | 0     | 0         | 0         | 11    | 0     |
| Химки            | Итого            | 10   | 0    | 1     | 0     | 0         | 0         | 11    | 0     |
| Спартак-Нальчик  | 2009             | 10   | 0    | 0     | 0     | 0         | 0         | 10    | 0     |
| Спартак-Нальчик  | Итого            | 10   | 0    | 0     | 0     | 0         | 0         | 10    | 0     |
| Спартак-Нальчик  | Всего            | 58   | 3    | 0     | 0     | 0         | 0         | 58    | 3     |
| Крылья Советов   | 2010             | 20   | 2    | 1     | 0     | 0         | 0         | 21    | 2     |
| Крылья Советов   | 2011/12          | 16   | 1    | 0     | 0     | 0         | 0         | 16    | 1     |
| Крылья Советов   | Итого            | 36   | 3    | 1     | 0     | 0         | 0         | 37    | 3     |
| Краснодар        | 2011/12          | 17   | 1    | 0     | 0     | 0         | 0         | 17    | 1     |
| Краснодар        | 2012/13          | 0    | 0    | 0     | 0     | 0         | 0         | 0     | 0     |
| Краснодар        | Итого            | 17   | 1    | 0     | 0     | 0         | 0         | 17    | 1     |
| Всего за карьеру | Всего за карьеру | 121  | 7    | 2     | 0     | 0         | 0         | 123   | 7     |